# 레디액션 청춘
"레디액션 청춘"은 2014년에 개봉한 대한민국의 영화이다.

## 캐스팅
- 이동해 : 정우 역
- 남성준 : 창민 역
- 우린 : 혜리 역
- 박찬우 : 용수 역
- 김태형 : 종구 역
- 남지현 : 승아 역
- 송승현 : 이 교수 역
- 최영성 : 김 사장 역
- 서은아 : 고은 역
- 남경 : 보라 역
- 아리
- 강보경 : 혜영 역
- 박소담 : 연주 역
- 정해인 : 만재 역
- 김민중 : 군태 역
- 설아 : 주희 역
- 박병철 : 진혁 역
- 최제헌 : 아치 역
- 지용석 : 한 선생 역
- 맹봉학 : 만재아버지 역
- 국지용 : 씨팍 역
- 김사은 : 여직원 역
- 김선아
- 김홍경 : 학생들 역
- 김수용 : 회장 후보 역
- 김성진 : 혜리반 담임선생님 역 (특별출연)
- 엄효섭 : 지점장 역 (특별출연)